# Sân khấu cổ truyền Việt Nam
Ở Việt Nam, đã có nhiều hình thức sân khấu cổ truyền tồn tại từ lâu đời như hát chèo, hát tuồng, múa rối nước... và mới hơn như cải lương, kịch dân ca.
Theo truyền thống, ngày 12 tháng 8 âm lịch là ngày giỗ Tổ sân khấu, và từ năm 2011 thủ tướng Việt Nam lúc đó là ông Nguyễn Tấn Dũng đã ra quyết định chính thức công nhận ngày 12 tháng 8 âm lịch là ngày Sân khấu Việt Nam.

## Lịch sử hình thành
Ngành sân khấu Việt Nam được hình thành từ thời nhà Đinh, khi nhà nước Đại Cồ Việt ra đời sau 1000 năm Bắc thuộc. Hoa Lư là kinh đô đầu tiên của nhà nước phong kiến tập quyền Việt Nam, là nơi khởi nguồn sản sinh nhiều giá trị văn hóa mang bản sắc Việt. Đây là nơi khai sinh ra dòng văn học viết và cũng được xem là vùng đất tổ của nghệ thuật sân khấu điện ảnh Việt Nam với việc hình thành các bộ môn chèo, tuồng và xiếc. Hoa Lư là quê hương của nghệ thuật sân khấu chèo mà người sáng lập là bà Phạm Thị Trân, một vũ ca tài ba trong hoàng cung nhà Đinh. Đây là loại hình sân khấu được hình thành sớm nhất và tiêu biểu nhất của Việt Nam. Qua truyền thuyết về pháp sư Văn Du Tường thời Đinh dùng mưu diệt quỷ Xương Cuồng ở Bạch Hạc cho thấy nghệ thuật xiếc, tạp kỹ như đi trên dây, đánh đu, trồng cây chuối đã xuất hiện. Cũng ở thời Đinh, Hoàng hậu Dương Thị Nguyệt được coi là bà tổ truyền dạy trò Xuân Phả cho người dân trình diễn trong lễ hội hàng năm tại nghè Xuân Phả, Thọ Xuân, Thanh Hóa. Đại Việt sử ký toàn thư chép: Mùa thu Ất Dậu, nhân ngày kỷ niệm lên ngôi, Lê Đại Hành cho tổ chức hội đèn bơi thuyền, lấy tre làm núi giả, gọi là Nam Sơn. Để cho sứ giả nhà Tống sợ, vua cho ba nghìn quân sĩ có thích ở trán ba chữ "Thiên tử quân" oai phong lẫm liệt, mở cuộc thao diễn vĩ đại, đóng trò giả cùng với dân bơi thuyền, gióng trống hò reo, cắm cờ, làm như bày binh bố trận, để phô trương thanh thế. Và, vẫn dẫn sách trên: Vua Lê Đại Hành ngự giá chinh phạt Chiêm Thành, bắt được hàng trăm ca kỹ ở kinh đô Chiêm quốc mang về nước, bắt họ múa hát vui chơi, đó là việc hình thành nghệ thuật kịch và xiếc. Các truyền thuyết lịch sử hát Tuồng cũng ghi rằng loại hình ngày hình thành vào thời Tiền Lê năm 1005, khi một kép hát người Tàu tên là Liêu Thủ Tâm đến Hoa Lư và trình bày lối hát xướng thịnh hành bên nhà Tống và được vua Lê Long Đĩnh thâu dụng, bổ làm phường trưởng để dạy cung nữ ca hát trong cung.
Trong cuộc chiến chống Nguyên Mông, nhà Trần bắt được nhạc sĩ Lý Nguyên Cát người Nam Tống vốn là trưởng ban kịch ca trong quân đội Nguyên Mông. Lý Nguyên Cát phỏng theo tiếng Việt mà soạn ra các vở tuồng và huấn luyện người Việt diễn tuồng. Sang thời Trần Dụ Tông, có người phường trò là Đinh Bàng Đức ở nhà Nguyên sang nương nhờ vì chiến tranh. Đinh Bàng Đức dạy người Việt lối hát cầm gậy. Nhảy múa thường xuyên được tổ chức trong cung đình và trong dân gian. Ngoài chèo, hát ả đào truyền thống khá phổ biến trong dân gian và giới quý tộc. Các quý tộc nhà Trần yêu thích hát chèo và diễn hề. Thời Trần Dụ Tông, các quý tộc trong cung đình say mê nghệ thuật, nhiều vở hát chèo trong cung đình do chính những người trong hoàng tộc dàn dựng, biểu diễn và nhà vua tự mình duyệt lại, thưởng hậu cho người diễn và làm trò giỏi. Việc ca hát trong cung đình nhà Trần được sứ nhà Nguyên là Trần Cương Trung mô tả trong tác phẩm Sứ giao tập, theo đó mỗi lần yến tiệc trong cung thường có ca nhạc và nhảy múa, các khúc ca giống như khúc Giáng Châu Long, Nhập hoàng đô của phương Bắc, âm điệu cổ nhưng ngắn hơn.
Nhưng từ thế kỷ XV, triều đình nhà Lê cho nghệ thuật sân khấu là trò du hí của tiểu nhân (nhân dân lao động thất học), cấm vào diễn ở cung đình, đồng thời ban hành nhiều văn bản khá khắc nghiệt hạn chế nghệ thuật này phát triển trong dân gian. Vì tình hình đó, nghệ thuật sân khấu vẫn tồn tại trong nông thôn nhưng không phát triển mạnh.
Cách mạng Tháng Tám thành công, nghệ thuật sân khấu bước vào thời kỳ sáng tạo mới. Các nghệ sĩ khắp nơi được tập hợp. Các đoàn văn công được thành lập. Hàng loạt vở diễn sân khấu ra đời ở các chiến khu phục vụ kháng chiến. Những năm hoà bình, Sân khấu phát triển mạnh mẽ, từ một phong trào sân khấu bán chuyên nghiệp, sân khấu lửa trại phát triển thành các Đoàn nghệ thuật chuyên nghiệp. Bước vào cuộc kháng chiến chống Mỹ, đội quân Sân khấu hùng hậu ra trận đến với nhiều trận địa ác liệt với khẩu hiệu "Tiếng hát át tiếng bom". Nhiều tác phẩm sân khấu ra đời trong thời kỳ này mang dáng vóc sử thi, ca ngợi chiến công, ca ngợi các anh hùng, liệt nữ, lên án kẻ thù, cổ vũ cuộc chiến đấu là những vở diễn có mặt trên nhiều trận địa để lại ấn tượng sâu sắc trong người xem. Sau năm 1975, cùng với cuộc hội tụ của cả dân tộc, Sân khấu về mái nhà Hội Nghệ sĩ Sân khấu Việt Nam. Điểm nổi bật của sân khấu những năm 1975 đến 1990 ngoài những tác phẩm mang tính sử thi viết về chiến tranh, là một loạt vở diễn với đề tài xã hội đương đại.
Năm 2010, từ đề nghị của Hội Nghệ sĩ Sân khấu Việt Nam, Ban Bí thư Trung ương Đảng đã có Thông báo kết luận công nhận ngày 12/8 Âm lịch hàng năm là Ngày Sân khấu Việt Nam. Thủ tướng Chính phủ Việt Nam cũng đã có Quyết định số 13/QĐ-TTg ngày 04/01/2011 công nhận ngày 12/8 Âm lịch là Ngày Sân khấu Việt Nam.

## Chèo
Chèo là hình thức kể chuyện bằng sân khấu, lấy sân khấu và diễn viên làm phương tiện giao lưu với công chúng. Nội dung của các vở chèo lấy từ truyện cổ tích, truyện Nôm, mang giá trị hiện thực và tư tưởng sâu sắc, đồng thời thể hiện tính dân tộc Việt. Sân khấu chèo đơn giản, với các diễn viên có thể không chuyên, biểu diễn ngẫu hứng.
Loại hình nghệ thuật truyền thống này được hình thành từ nguồn gốc cung đình Hoa Lư với vị tổ nghề Phạm Thị Trân nhưng sau đó đã phát triển mạnh ở nông thôn Việt Nam, trọng tâm ở đồng bằng Bắc Bộ và lan tỏa ra khu vực phía Bắc. Nó đạt đỉnh cao phát triển vào thời kỳ từ thế kỷ 16 đến thế kỷ 19. Đến thế kỷ 19, chèo nhận ảnh hưởng của tuồng. Đầu thế kỷ 20, chèo được đưa lên sân khấu thành thị.

## Múa rối nước
Múa rối nước ra đời khoảng thế kỷ 10-11 ở đồng bằng Bắc Bộ gắn với mặt nước hồ ao đồng ruộng.

## Tuồng
Tuồng (còn gọi là hát Bội hay hát Bộ) là môn nghệ thuật từng thâm nhập vào cuộc sống cung đình và dần dà, có nhiều gánh hát đã được chuyên nghiệp hóa. Chữ tuồng có người cho là bởi chữ tường mà ra; tức hình dung dáng dấp, cử chỉ của người đời xưa. Thế kỷ 19 là thời hoàng kim của nghệ thuật tuồng. Tại từng địa phương ở Việt Nam còn có trường phái tuồng riêng, như tuồng Quảng Nam, tuồng Bình Định, tuồng Hà Bắc, hát bội Sài Gòn (tuồng Bình Định phát triển mạnh một phần nhờ ông Đào Duy Từ và ông Đào Tấn).

## Cải lương
Cải lương là nghệ thuật kịch hát của miền nam Việt Nam, trên cơ sở dân ca vùng đồng bằng sông Cửu Long và đờn ca tài tử Nam Bộ. Nghệ thuật này ra đời vào năm 1917, chịu nhiều ảnh hưởng của âm nhạc Tây phương hơn so với các nghệ thuật thuần túy như hát chèo và hát bội. Đề tài của các tuồng cải lương thường liên quan đến các điển tích và những vấn đề xã hội. Hiện nay, cải lương vẫn còn thịnh hành, đặc biệt là tại miền nam Việt Nam.

## Kịch dân ca
Loại hình sân khấu mới xuất hiện ở Việt Nam từ sau Cách mạng tháng 8, dựa trên nền tảng âm nhạc là các làn điệu dân ca ở địa phương, ví dụ như Kịch dân ca Bài chòi, Kịch dân ca Huế, Kịch dân ca Nghệ Tĩnh... Đây là loại hình nghệ thuật mới, tương tự như tuồng, chèo và cải lương.

### Kịch bài chòi
Ca kịch Bài chòi bắt nguồn từ thú chơi bài chòi của người dân Quảng Nam – Đà Nẵng, về sau phát triển thành hình thức biểu diễn thơ tự sự, kể chuyện. Âm nhạc bắt nguồn từ các làn điệu dân ca miền Trung như Quảng Nam - Đà Nẵng, Huế, Quảng Trị..., có các điệu chính là xuân nữ, nam xuân và xàng xê. Dàn nhạc đơn giản chỉ có đàn nhị, sanh sứa, sau có thêm đàn nguyệt, sáo và sinh tiền. Điều độc đáo của ca kịch Bài chòi là một diễn viên có thế thủ một lúc nhiều vai, với dàn nhạc đơn sơ nhưng vẫn lôi cuốn khán giả (tương tự như Pansori của Hàn Quốc). Bài chòi được phát triển chuyên nghiệp từ sự ra đời của Đoàn ca kịch Liên khu V với nghệ sĩ tiêu biểu như Lệ Thi.

### Kịch ca Huế
Ca Huế là một thể loại âm nhạc cổ truyền của xứ Huế, Việt Nam, bao gồm ca và đàn, ở nhiều phương diện khá gần gũi với hát đào, làm từ dòng nhạc dân gian bình dị và cung đình nhã nhạc,thanh cao.

## Các tổ ngành sân khấu Việt Nam
Một số nhân vật thường được ghi nhận là tổ một số ngành nghề sân khấu tại Việt Nam:
- Phạm Thị Trân là bà tổ nghề hát chèo Việt Nam.[12]
- Liêu Thủ Tâm, Đào Tấn là các vị tổ của nghệ thuật sân khấu tuồng.
- Tống Hữu Định (1896–1932) là ông tổ Cải Lương.[13][14]. Năm Tú (Châu Văn Tú) ở Mỹ Tho, cũng là người được cho là có công nhất trong việc gây dựng lối hát Cải lương buổi ban đầu.
- Vũ Đình Long là tổ nghề kịch nói.
- Trần Quốc Đĩnh là tổ nghề hát xẩm.[15]
- Đinh Dự là tổ nghề ca trù Việt Nam. Ông được nhiều vùng có di sản ca trù thờ phụng như Hà Nội, Hải Dương, Bắc Ninh, Hải Phòng, Ninh Bình.[16] Ca trù sau này còn có một số vị tổ nghề địa phương như: Phan Tôn Chu tổ nghề ca trù Cổ Đạm ở Nghi Xuân, Hà Tĩnh; Đào Thị Huệ tổ nghề ca trù Đào Đặng, Hưng Yên.[17]
- Nguyễn Lan Hương (1887 – 1949) là tổ nghề nhiếp ảnh (chủ cửa hiệu Hương Ký, là một hiệu ảnh ở phố Hàng Trống, bây giờ là khách sạn Phú Gia).[18] Có thông tin khác lại cho là Đặng Huy Trứ là tổ nghề nhiếp ảnh.[19]
- Hoàng hậu Dương Thị Nguyệt, Bà tổ truyền dạy trò Xuân Phả cho dân làng Xuân Phả tại Nghè Xuân Phả thờ Đại Hải Long Vương.